# Philander
Philander  is een geslacht van buideldieren uit de familie der opossums (Didelphidae). De wetenschappelijke naam van het geslacht werd in 1762 gepubliceerd door Mathurin Jacques Brisson.

## Soorten
Er worden 10 soorten in dit geslacht geplaatst:
- Philander andersoni (Osgood, 1913)
- Philander canus (Osgood, 1913)
- Philander deltae (Lew, Pérez-Hernández, & Ventura, 2006)
- Philander mcilhennyi (Gardner & Patton, 1972)  – Zwarte vieroogbuidelrat
- Philander melanurus (Thomas, 1899)
- Philander nigratus (Thomas, 1923)
- Philander opossum (Linnaeus, 1758)  – Grijze vieroogbuidelrat
- Philander pebas (Díaz-Nieto, & Jansa, 2018)
- Philander quica (Temminck, 1824)
- Philander vossi (Gardner & Ramírez-Pulido, 2020)